# Liopeltis tiomanica
Liopeltis tiomanica — вид змій родини полозових (Colubridae). Виокремлений у 2020 році з L. philippina на основі морфологічних та генетичних відміннсотей.

## Поширення
Ендемік малазійського острова Тіоман біля східного узбережжя материкової частини.